# Battle of the Sexes (album)
Battle of the Sexes è il settimo album discografico in studio del rapper statunitense Ludacris, pubblicato il 9 marzo 2010.

## Tracce
1. Intro (feat. Nicki Minaj) – 1:28
2. How Low – 3:21
3. My Chick Bad – 3:36
4. Everybody Drunk (feat. Lil Scrappy) – 4:10
5. I Do It All Night – 4:41
6. Sex Room (feat. Trey Songz) – 5:30
7. I Know You Got a Man (feat. Flo Rida & Ester Dean) – 4:03
8. Ho (feat. Lil' Kim & Lil Fate) – 4:12
9. Party No Mo' (feat. Gucci Mane) – 4:21
10. B.O.T.S. Radio (feat. I-20) – 4:56
11. Can't Live with You (feat. Monica) – 4:19
12. Feelin' So Sexy – 3:29
13. Tell Me a Secret (feat. Ne-Yo) – 4:18
14. My Chick Bad (feat. Diamond, Trina & Eve) (Remix) – 3:23
15. Sexting (Bonus Track) – 4:43

## Sample presenti
- In How Low: Bring the Noise dei Public Enemy, Face Down, Ass Up di Luke feat. 2 Live Crew, I Wanna Rock di Luke e How Many Licks? di Lil' Kim feat. Sisqó
- In Everybody Drunk: You Don't Want Drama di 8Ball & MJG
- In Sex Room: Summer Breeze di The Isley Brothers & Dilemma di Nelly feat. Kelly Rowland
- In Hey Ho: W.F.Y. di Electrik Red
- In Feelin' So Sexy: Don't Look Back di Télépopmusik feat. Angela McCluskey

## Classifiche
- Billboard 200 - #1[2]